# Tomorrow (Angel)
Tomorrow conocido en los doblajes de América Latina y España bajo la traducción literal de Mañana es el vigésimo segundo y el último episodio de la tercera temporada de la serie de televisión estadounidense Ángel. El episodio fue escrito y dirigido por el creador de la serie David Greenwalt, este episodio significó el último trabajo de Greenwalt en la serie. Se estrenó en los Estados Unidos el 20 de mayo de 2002.
En este episodio Ángel trata de desarrollar su compleja relación con su hijo adolescente quien en secreto espera la oportunidad perfecta para vengarse de él por la muerte de Holtz. 

## Argumento
Ángel regresa al Hyperion luego de su última charla con Holtz feliz de saber que su hijo por fin vendrá a vivir con el y la pandilla de nuevo, sin saber que Connor tiene un nuevo motivo para odiarlo al creerlo el responsable de la muerte de su padre adoptivo, cuyo cadáver tiene dos orificios en el cuello. Decidido a hacer del castigo de su padre doloroso, Connor empieza acercarse más a Ángel, fingiendo tener interés por aprender a pelear igual a él, lo llama padre, deja de responder al nombre de Steven e incluso lo defiende de un escuadrón de Wolfram&Hart enviados por Linwood y Gavin. Lilah, por su parte, vuelve hacerle la misma oferta de trabajo a Wesley esperando que gracias al aislamiento al que ha sido sometido el inglés acepte, pero en vez de eso ambos terminan haciendo el amor.     
Lorne anuncia que se irá oficialmente de Los Ángeles a Las Vegas para trabajar como un cantante y vidente. Antes de marcharse le dice a Angel que tiene que confesarle sus sentimientos a Cordelia sin importar qué pueda ocurrir. El Groosalugg, por su parte, decide retirarse también de Los Ángeles, ya que durante su estadía con Investigaciones Ángel se ha dado cuenta de la química que hay entre su princesa y el líder del negocio. Ante dicha confesión por parte de Groo y apoyada por una visión que tiene de sí misma confesando su amor por Ángel, Cordelia llama al vampiro y lo cita a una reunión en persona para confesarse sus sentimientos mutuos. 
Connor aprovecha la cita de su padre para interceptarlo y dejarlo inconsciente en la playa. Mientras tanto Cordelia es interrumpida en su camino a la cita por Skip quien ha venido a darle la noticia de que con su reciente transformación y el uso que le ha dado a sus poderes la han convertido en un ser superior y por lo tanto debe dejar la tierra para hacer el bien desde un plano diferente. En un principio Cordelia considera injusto que los poderes la estén llamando justo el día que ha descubierto su nuevo amor, aunque luego comprende que está por pasar la última prueba y acepta irse al plano de los poderes del ser. En un barco, Connor junto a Justine encierran a Ángel en un cubo de metal y lo arrojan al fondo del océano.

## Elenco

### Principal
- David Boreanaz como Ángel.
- Charisma Carpenter como Cordelia Chase.
- Alexis Denisof como Wesley Wyndam-Pryce.
- J. Agust Richards como Charles Gunn.
- Amy Acker como Fred Burkle.

## Producción

### Actuación
Este episodio marca la última aparición de los actores Mark Lutz y Keith Szarabajka en la serie. 

## Continuidad
- Skip reaparece para comentarle a Cordelia que debe mudarse a un plano superior.
- Connor cree en la mentira de Justine y se venga de su padre al arrojarlo en el fondo del océano encerrado en un cubo de metal.
- Lorne se va de Las Vegas y menciona sarcásticamente que su club fue destruido inconscientemente por la padilla en tres ocasiones distintas.
- Wesley y Lilah inician su relación sexual.